# 石川県道・富山県道206号津幡宮島峡公園線
石川県道・富山県道206号津幡宮島峡公園線（いしかわけんどう・とやまけんどう206ごう つばたみやじまきょうこうえんせん）は、石川県河北郡津幡町と富山県小矢部市を結ぶ一般県道（石川県道・富山県道）である。

## 路線概要
- 起点：石川県河北郡津幡町字牛首ヘ部109番2地先（＝石川県道74号小矢部津幡線交点）
- 終点：富山県小矢部市森屋字奥山10（＝富山県道267号福岡宮島峡公園線交点）

起点は石川県河北郡津幡町北部の山間部にある牛首。木ノ窪川に沿って北東から東に進み、富山県に入る。富山県内では、概ね南に進み、子撫川ダム北西部の交差点で終点に至る。

## 歴史
- 1995年（平成7年）4月1日：路線認定。

## 接続路線
- 石川県道74号小矢部津幡線（石川県河北郡津幡町牛首：起点）
- 富山県道267号福岡宮島峡公園線（富山県小矢部市森屋：終点）

## 冬期閉鎖区間
- 石川県河北郡津幡町牛首（木ノ窪） - 県境 - 富山県小矢部市森屋 5.1km
  - 概ね12月中旬から翌年3月中旬まで閉鎖される。石川県側は木ノ窪にある、当県道と接する集落末端の民家の先からが実質的な冬期閉鎖区間となる。常設のゲートはなく、閉鎖期間中に通行止めの道路標識がついたトラ板つきのバリケードが設置される。なお、起点で接続する石川県道74号小矢部津幡線も冬期閉鎖されるため、津幡町上河合の国道471号との交点から数100m入った同県道内には「行き止まり」を標す案内板が立てられている。
  - 富山県側は全区間閉鎖される。こちらにも常設のゲートは設けられていない。

## 通過する自治体
- 石川県
  - 河北郡津幡町
- 富山県
  - 高岡市 - 小矢部市

## 周辺施設
- 大海川
  - 木ノ窪川
- 宝達山
- 河合山
- 大滝憩いの森
- 宮島緑の村
  - 林間休養施設恵林館 - 外観がスイスのチロル風の山小屋をイメージしている。
- 子撫川
  - 子撫川ダム
- 稲葉山
- 宮島温泉